# 艾凡荷 (明尼苏达州)
艾凡荷（英語：Ivanhoe）是一個位於美國明尼蘇達州林肯縣的都市。根據2010年美國人口普查，該地共人口559人，而該地的面積約為2.33平方千米。同時該地也是林肯縣的縣治。

## 地理
艾凡荷的座標為44°28′00″N 96°15′00″W / 44.46667°N 96.25000°W，而該地的平均海拔高度為509米（即1670英尺）。